# Appenzeller Bibliobahn
Die Appenzeller Bibliobahn war eine der weltweit wenigen Fahrbibliotheken auf Schienen, welche von 1988 bis 2008 wöchentlich in einem eigens umgebauten Bahnwaggon der Appenzeller Bahnen Bücher an verschiedenen Bahnhöfen in den Kantonen Appenzell Innerrhoden und Appenzell Ausserrhoden auslieh. 

## Die Bibliobahn

### Vorgeschichte
1965 reiste eine Schweizer Delegation von Bibliothekaren nach Dänemark, um das dortige System der Volksbibliotheken zu studieren. Mit auf dieser Reise war Peter Wegelin, der damalige Leiter der Kantonsbibliothek St. Gallen. In einer kleinen Ortschaft an der Nordsee bemerkte er, wie die dort ansässige Dorfbibliothek Holzkistchen mit Büchern füllte und den Seeleuten mitgab, welche erneut einige Tage auf hoher See verbrachten. Die Idee, dass Bücher zum Leser gebracht werden, faszinierte Peter Wegelin nachhaltig und sollte zum Schlüsselerlebnis für die Gründung der Appenzeller Bibliobahn werden. Als er 1979 mit dem Schweizer Bibliotheksdienst einen Ausflug auf den Hohen Kasten machte und dabei das Appenzellerland überblickte, bemerkte er, dass man mit den Bahnlinien, welche durch dieses Gebiet fuhren, etliche Dörfer mit Büchern bedienen könnte. Und würde eine solche «Bahnbibliothek» die eine oder andere Gemeinde gar dazu anregen, später eine eigene Gemeindebibliothek zu schaffen, so hätte sie zusätzlich ein Ziel erreicht. Es sollten jedoch noch weitere neun Jahre vergehen, bis die Vision einer rollenden Bibliothek realisiert werden konnte.

### Gründung

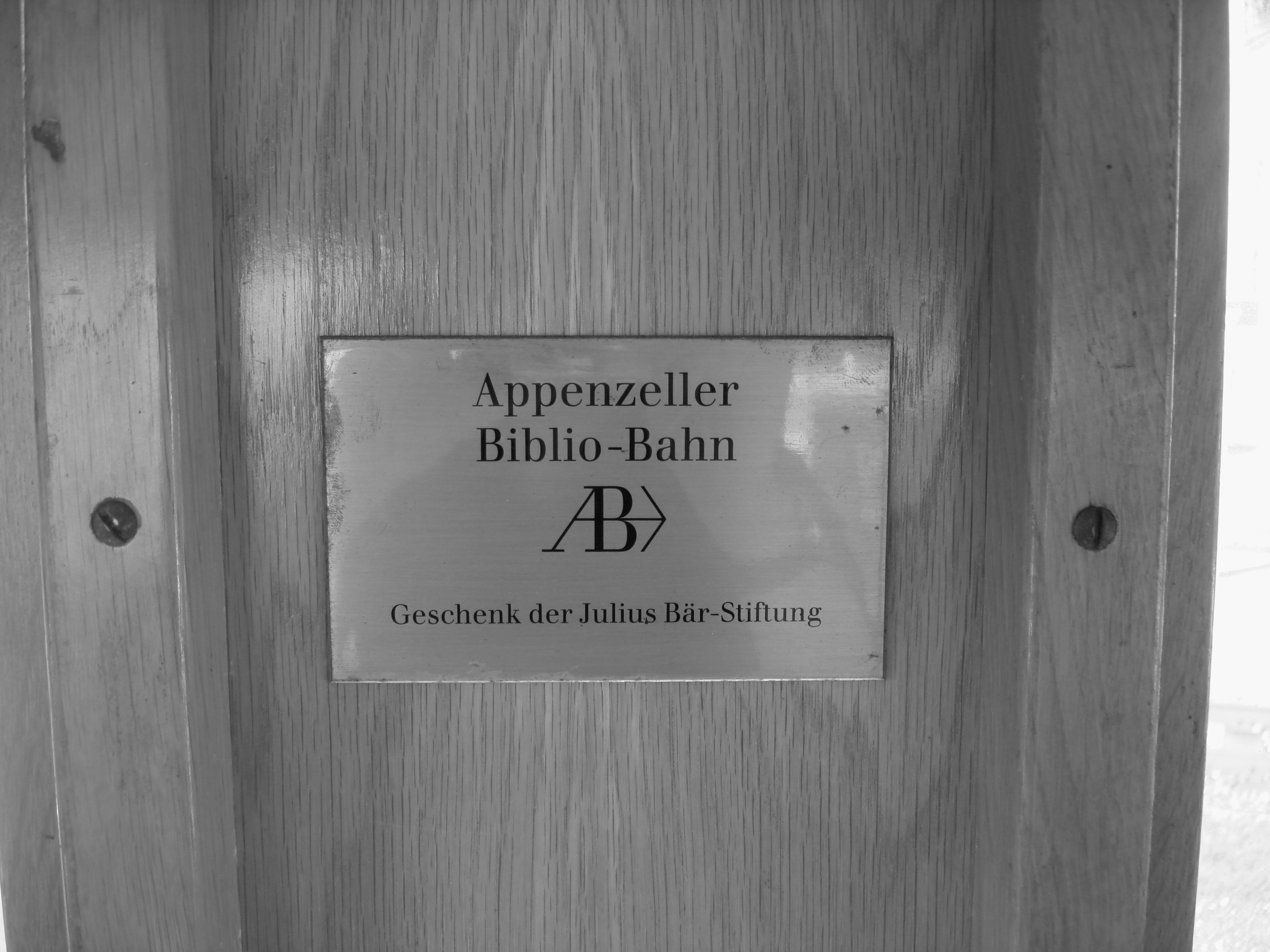
Geschenkplakette im Inneren des Waggons

Nach jahrelanger Planung und Vorarbeit konnte ein ausrangierter Bahnwagen des Typs X1025 der Appenzeller Bahnen aus dem Jahre 1909 umgebaut und auf rund 25 m2 mit vorerst 1800 Büchern ausgestattet werden. Beim Waggon handelte es sich um den AB 53 der SGA. Anfänglich war kein Stromabnehmer vorhanden; der Heizstrom wurde mit einer flexiblen Leitung (Heizstange) von der Fahrleitung zur Heizdose geführt. Finanziert wurde die Bibliobahn hauptsächlich mit 88'000 Franken von der Julius Bär Stiftung in Zürich. Die Appenzellische Gemeinnützige Gesellschaft, kurz AGG, übernahm zukünftig deren Patronat mit einem jährlich zugesicherten Beitrag. Der Kanton und die beteiligten Gemeinden unterstützten die Bibliobahn ebenfalls finanziell. Zudem verlangten die Appenzeller Bahnen nichts für die jährlich anfallenden Rangierkosten von ca. 20'000 Franken. Da die Bibliobahn als Verein amtlich nie registriert wurde und damit keine Statuten besass, stellt sie juristisch gesehen, gemäss Artikel 530 ff. des Schweizerischen Obligationenrechts, eine «Einfache Gesellschaft» dar.

### Betrieb

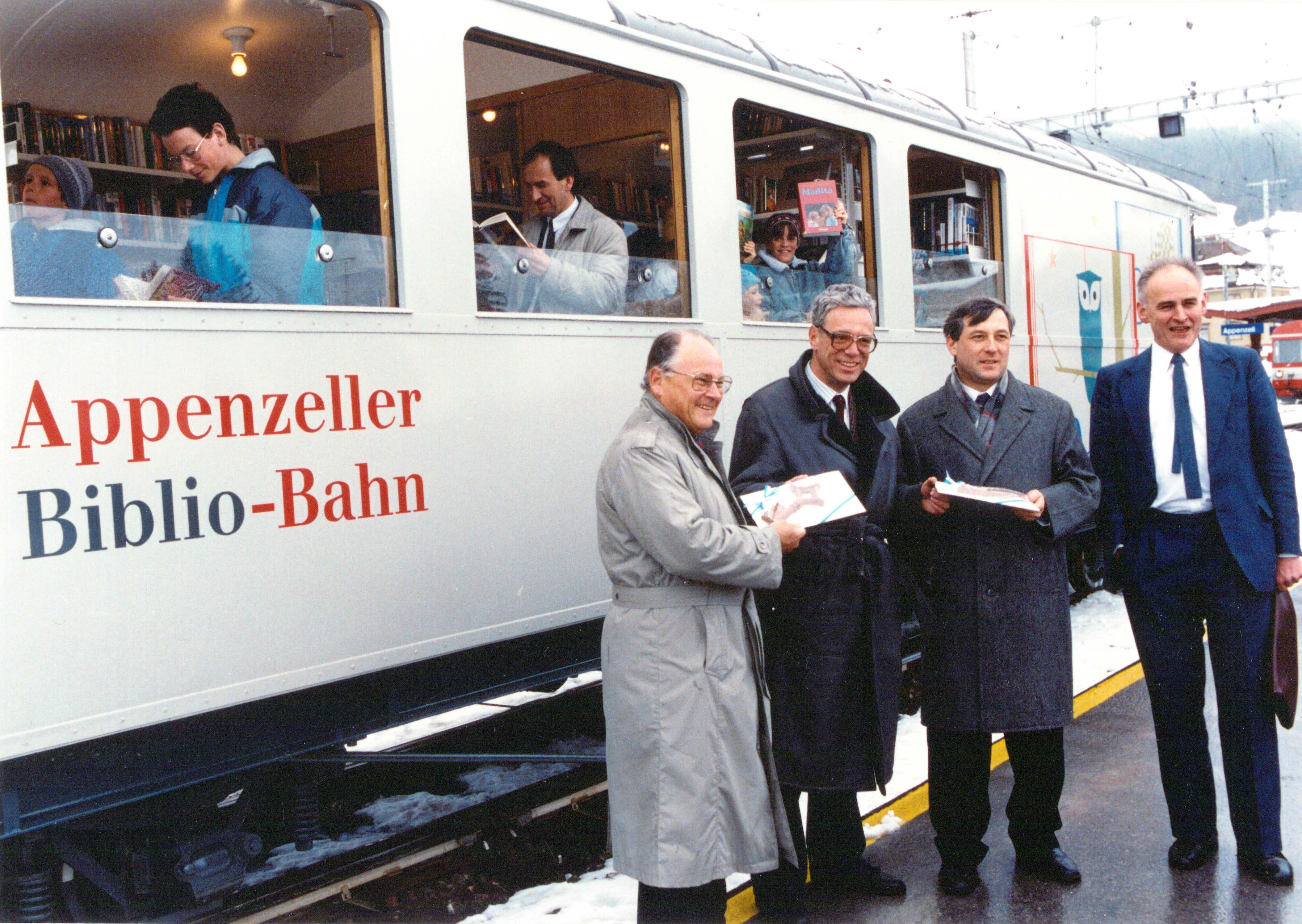
Einweihung der Bibliobahn im Bahnhof Appenzell mit Carlo Schmid-Sutter (2. v. r.) und Gründer Peter Wegelin (1. v. r.)

Am 12. März 1988 wurde die Appenzeller Bibliobahn offiziell eingeweiht. Mit dabei waren Vertreter der beteiligten Gemeinden, der Appenzeller Kantons- und Ständerat Carlo Schmid-Sutter und der «Gründervater» Peter Wegelin. Damit war die Bibliobahn eine der wenigen Fahrbibliotheken der Welt, welche ihre Bücher in einem Bahnwagen zu den Benutzern brachten. Radio SRF würdigte diesen Anlass in einer Vorschau, und die Tagesschau des Fernsehens SRF sendete einen Kurzbeitrag. Im folgenden Jahr produzierte die Swisslos einen 30-Sekunden-Fernseh-Spot über die Bibliobahn, welcher 1990 im Fernsehen ausgestrahlt wurde (auf diesem sieht man den Waggon noch mit der weissen Farbe, welche im Jahre 2000 durch Blau ersetzt wurde).
Schnell etablierte sich die Bibliobahn in den angefahrenen Orten Herisau AR, Waldstatt AR, Bühler AR, Gais AR, Appenzell und Gonten AI. Von Beginn an stiess die Bibliobahn auf grosses Interesse, vor allem im Bereich der Kinder- und Jugendbücher. In den folgenden 20 Jahren versorgte sie jede Woche die angefahrenen Gemeinden mit einem ständig zunehmenden Bücherangebot. Die durchschnittlichen Tagesausleihen pendelten sich auf 40 bis 50 Ausgaben ein, während in Spitzenzeiten zwischen 6000 und 7000 Ausleihen pro Jahr verzeichnet werden konnten; das hauptsächliche Zielpublikum blieben Kinder und Jugendliche.
Appenzell und Herisau galten von Anfang an nur kurzfristig als Anfahrmöglichkeit, da diese bereits 1988 Bestrebungen für eigene, sesshafte Bibliotheken verfolgten. Mit der Eröffnung der Dorfbibliothek Herisau (1994–2006), ab 2006 Bibliothek Herisau, und der Volksbibliothek Appenzell im Jahre 1994 stiegen deshalb beide Gemeinden aus der Bibliobahn aus. Im Dezember 2006 verabschiedete sich auch Gonten von der Bibliobahn; die Nähe zur Volksbibliothek Appenzell und deren grösseres Angebot waren sicherlich der Hauptgrund dafür.

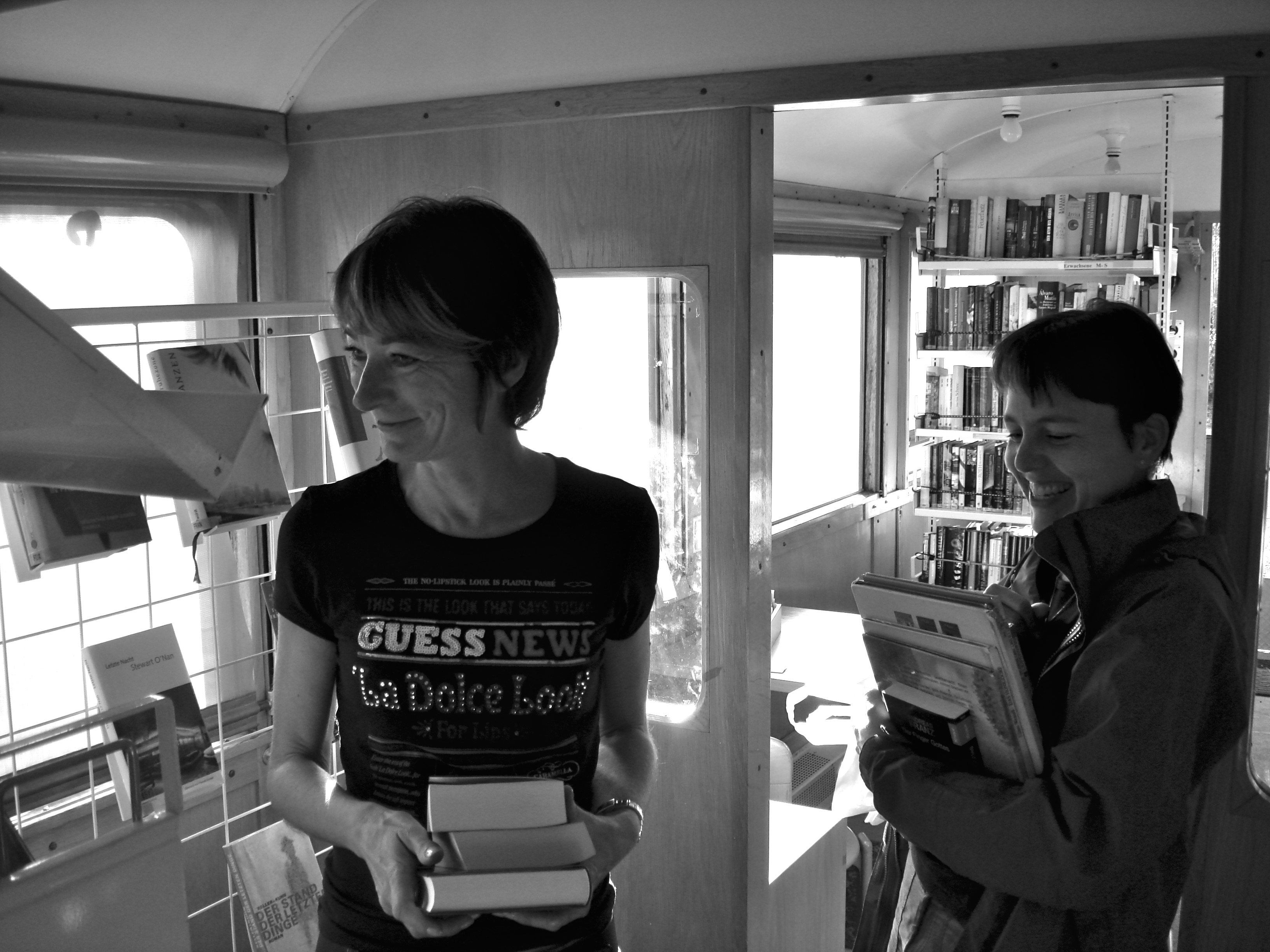
Bücherausleihe in Bühler

Betreut wurde die Bibliobahn zu Beginn von Werner Näf, der 1999 von Stefanie Altherr abgelöst wurde. Im Jahre 2000 übernahm schliesslich Kurt Sallmann die Leitung. Dazu gehörten Arbeiten wie das Betreuen des Wagens, Zusammenstellung und Koordination von Bücherkisten für Schulen, Pflege des Bücherbestandes und Einkauf neuer Medien. Bis 2008 umfasste der Medienbestand rund 5000 Bücher, von denen etwa 3000 im Wagen präsentiert werden konnten. Die restlichen Bücher bildeten den Depotbestand. Die Arbeit an den Bahnhöfen wurde von freiwilligen Mitarbeiterinnen jeweils an zwei Stunden pro Tag ausgeführt; am Montag in Bühler, am Donnerstag in Waldstatt und am Freitag in Gais. Die Ausleihe im Wagen selbst funktionierte ohne elektronische Hilfsmittel mit Kärtchensystem. Ein Katalog für Benutzer existierte nicht. Der Gesamtbestand war jedoch elektronisch formal erschlossen und konnte von den Mitarbeiterinnen eingesehen werden.

### Abstellung

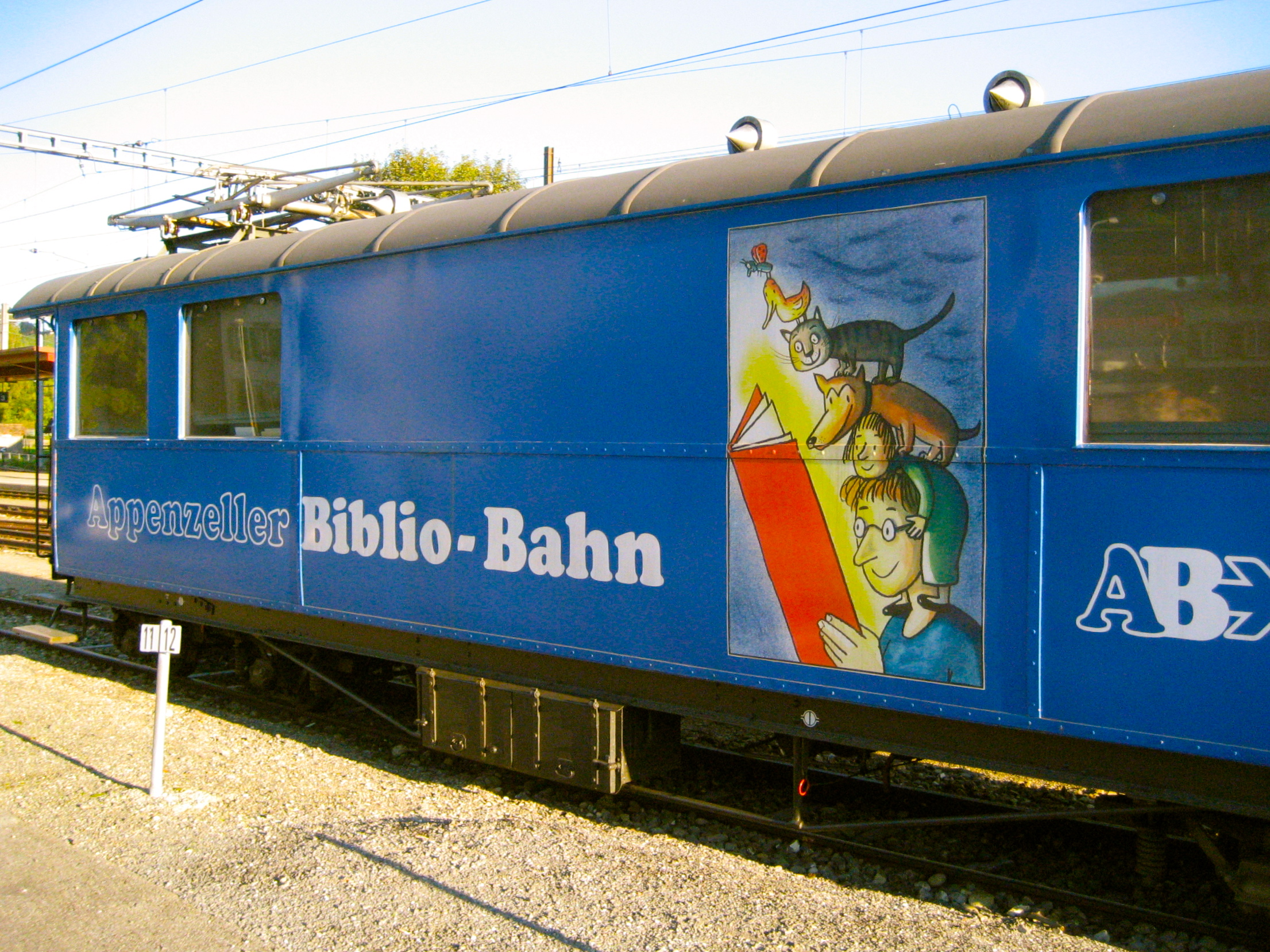
Die Bibliobahn mit neuem Anstrich

Da der Wagen, der als Bibliobahn diente, in einem zunehmend schlechten Zustand war, wurde klar, dass er auf Ende 2008, exakt 100 Jahre alt, aus dem Verkehr gezogen werden musste. Mit dem Fahrplanwechsel der Appenzeller Bahnen vom 14. Dezember 2008 trat damit für die Benutzung der Bibliobahn eine Übergangslösung in Kraft: Bis zur endgültigen Ausarbeitung einer neuen Lösung wurde der Bibliobahn-Wagen auf einem Abstellgleis des Bahnhofs Gais deponiert; jeweils am Freitagnachmittag konnten somit bis auf Weiteres, zumindest in dieser Gemeinde, noch Bücher ausgeliehen werden. Die Trägerschaft AGG versprach zudem, dass der Beitrag für das Jahr 2009 nochmals ausbezahlt werde.
Es stellte sich also schon relativ früh die Frage nach der Zukunft der Bibliobahn. Ein neuer Wagen, inklusive Ausstattung, hätte 130’000 Franken gekostet. Bereits im Oktober 2007 trafen sich deshalb die betroffenen Gemeinden mit Kurt Sallmann, um das weitere Vorgehen zu besprechen. Mögliche Finanzierungsmodelle wie Spenden, Gemeindebeiträge, Lotteriefonds oder die Gründung einer Stiftung wurden diskutiert. Zu diesem Zeitpunkt meldeten sich auch Gegner der Bibliobahn: Sie stellten deren Weiterbetrieb in Frage, da sie in der Bibliobahn vor allem einen rein nostalgischen Stellenwert sahen, und bemängelten die – im Vergleich zu anderen Bibliotheken – niedrigen Nutzerzahlen. Die seit 20 Jahren rollende Bibliothek wurde zum Politikum.

## Die Machbarkeitsstudie

### Umfrage, Evaluation

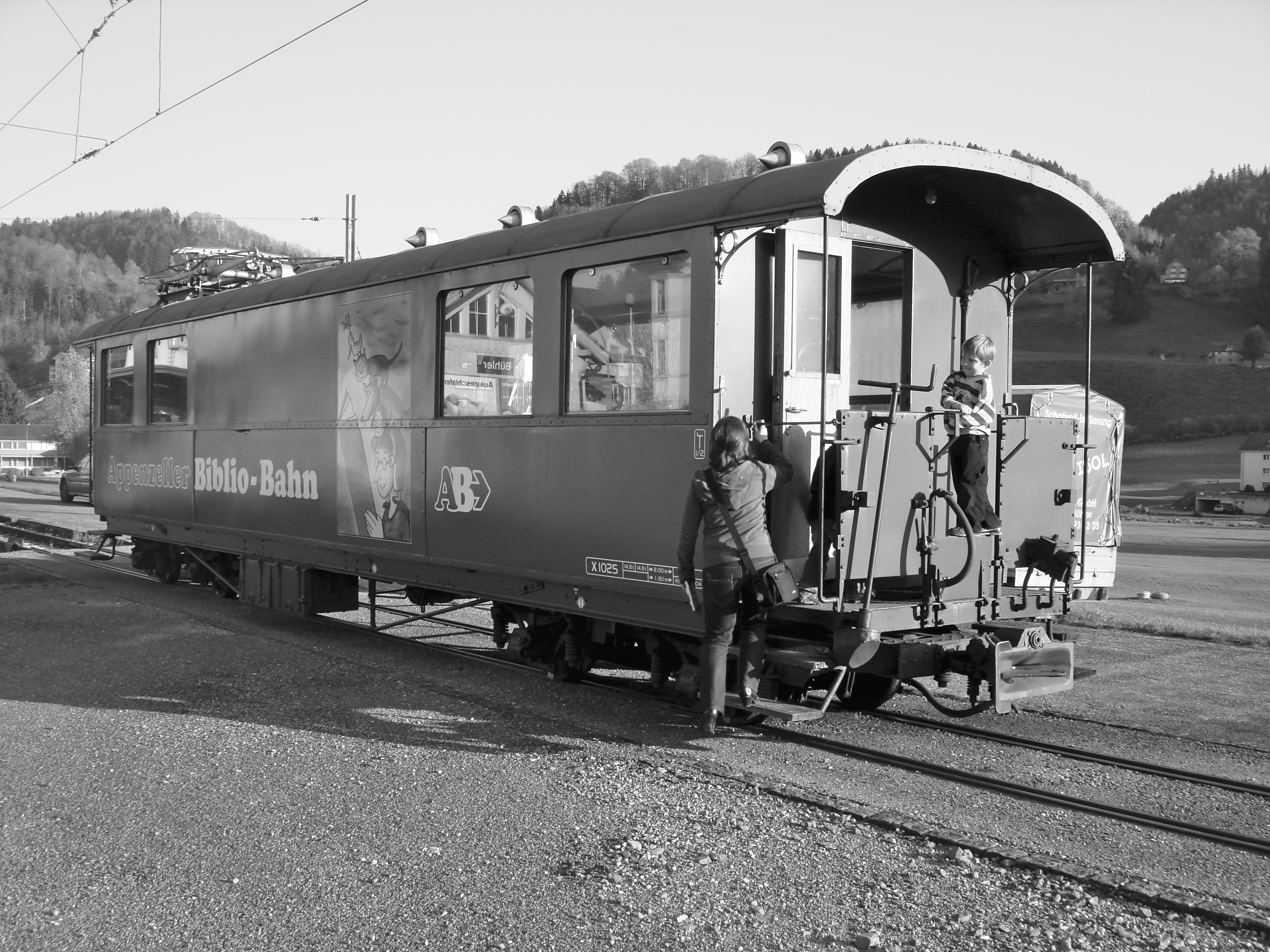
Im letzten Jahr

Da es sich um einen Betrag in sechsstelliger Höhe handelte, forderte man, eine Machbarkeitsstudie von neutraler Seite her durchzuführen. Die Leitfrage dabei lautete, ob das Appenzellerland an diesem Unikum festhalten solle oder ob die Bibliobahn ihren Dienst getan hatte, der nicht zuletzt auch darin bestand, die Gründung neuer Bibliotheken anzuregen. Die Machbarkeitsstudie wurde von Frühjahr bis Herbst 2008 von der HTW Chur durchgeführt. Zwecks Datenerhebung fanden zwei gross angelegte Umfragen in allen betroffenen Gemeinden statt (unterteilt nach Kindern und Erwachsenen). Weiter wurden mit gezielten Interviews Personen befragt, welche mit der Bibliobahn zu tun hatten. Zusätzlich zur Analyse des Bibliobahn-Betriebes selbst wurden auch die umliegenden Gemeinde- und Schulbibliotheken mit einbezogen.

### Resultate

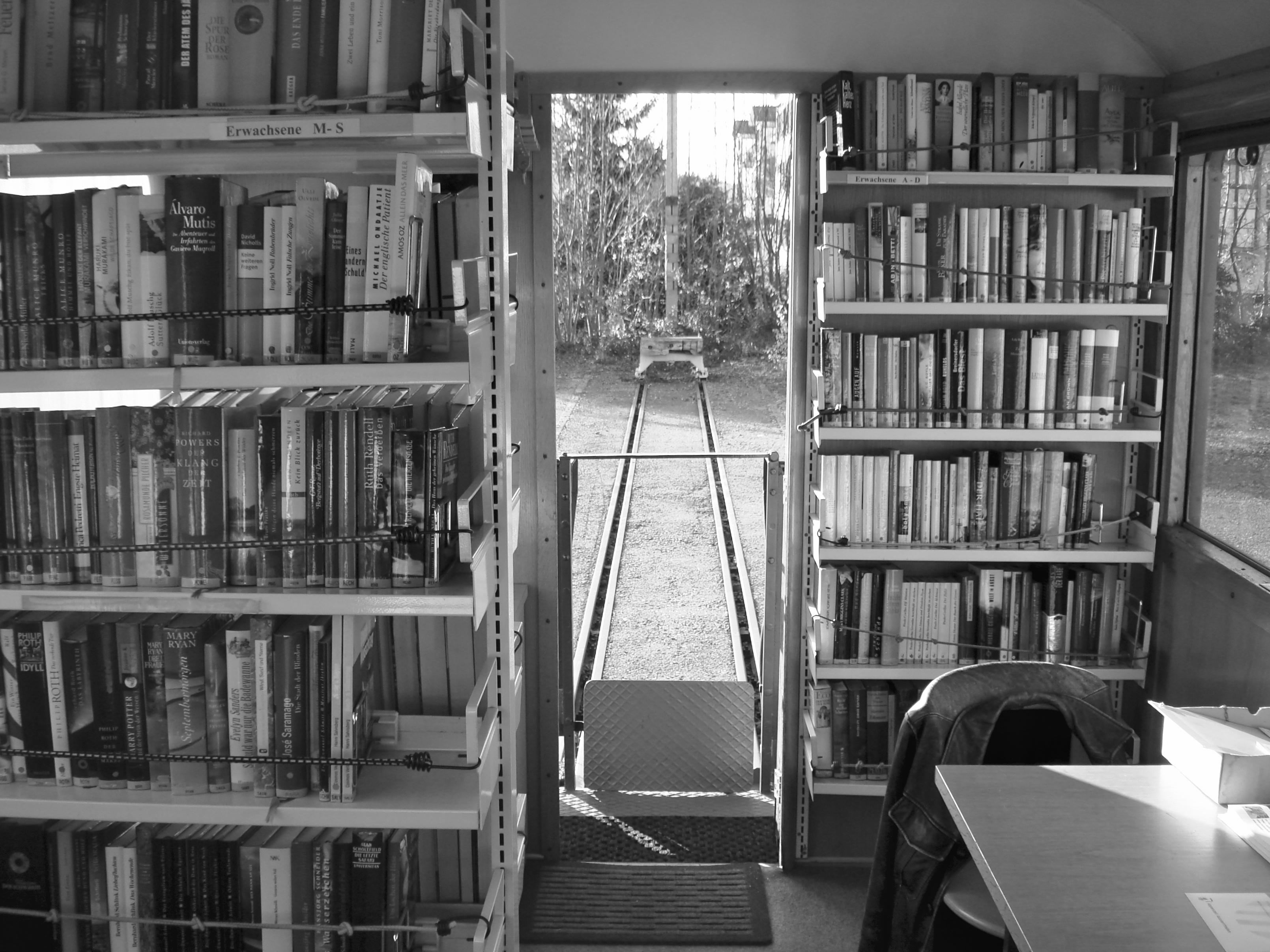
Auf dem Abstellgleis in Gais

Im September 2009 wurde das Fazit der Machbarkeitsstudie an einer öffentlichen Pressekonferenz vorgestellt. Die Studie kam zu der Überzeugung, dass es nicht sinnvoll sei, 130'000 Franken in einen neuen Wagen zu investieren, um die Bibliobahn in ihrer bisherigen Form weiterzuführen. Folgende Punkte waren dabei ausschlaggebend:
- Das Unikum der rollenden Bibliothek stiess, trotz dem unbestreitbar nostalgischen Charme und seiner Einzigartigkeit, auf zu wenig Interesse in der Bevölkerung; dies vor allem in den drei betroffenen Gemeinden Bühler, Gais und Waldstatt.
- In den letzten Jahren waren die Ausleihen insgesamt rückläufig.
- Im Vergleich zu 1988 wies das Appenzellerland eine hohe Dichte an Bibliotheken auf (Stand 2008: 19 Bibliotheken).
- Die öffentlichen Bibliotheken in der Nähe von Bühler, Gais und Waldstatt waren alle gut erreichbar (auch mit ÖV) und verzeichneten zudem jährlich steigende Benutzerzahlen aus den Gemeinden der Bibliobahn.
- Angebot und Öffnungszeiten der benachbarten Gemeindebibliotheken waren attraktiver.
- Die Schulbibliotheken aus Bühler, Gais und Waldstatt waren die Primärversorger des grossen Kundenstammes der Bibliobahn (Kinder und Jugendliche).
- Die Appenzeller Bahnen investierten aus reinem «Goodwill» jährlich 20'000 Franken in ein Projekt, das werbemässig zu wenig zurückgab.

### Ende der Bibliobahn
Somit wurde nach 20 Jahren Betrieb das Ende der Appenzeller Bibliobahn Tatsache. Am 11. September 2009 war der letzte Rückgabetermin für Bücher in dem in Gais deponierten Waggon. Der Wagen wurde kurze Zeit später von den Appenzeller Bahnen verschrottet.

## Folgen
Kurz nachdem die Auflösung der Bibliobahn bekannt gegeben worden war, begannen in Waldstatt, Bühler und Gais die Diskussionen um weitere mögliche Szenarien. Schon sehr schnell zeigte es sich, dass in zwei der drei betroffenen Gemeinden die Gründung einer eigenen Dorfbibliothek durch private Initianten grosse Chancen hatte.

### Bühler
Bühler war eine der ersten Gemeinden, welche das Ende der Bibliobahn zur Schaffung einer eigenen Bibliothek nutzten: Die ehemalige Mitarbeiterin der Bibliobahn-Ausleihe Lydie Looser initiierte den Aufbau einer Gemeindebibliothek, so dass bereits zwei Jahre später, mit Hilfe der Gemeinde, im Oberstufenschulhaus eine neue Bibliothek entstand. Der Bestand setzte sich aus der Schulbibliothek Bühler und der Hälfte der Bücher aus der ehemaligen Bibliobahn zusammen.

### Gais
In Gais entstand, ebenfalls 2011, die Stiftung «BiblioGais», welche Bücher für Kinder (aus der anderen Hälfte des Restbestandes der Bibliobahn) und Erwachsene im Dorf anbot. Auch hier war ein ehemaliger Bibliobahn-Mitarbeiter die treibende Kraft für das neue Angebot: Kurt Sallmann, der die letzten neun Jahre die Bibliobahn leitete, war nun im Stiftungsrat von «BiblioGais». Vier Jahre später entstand daraus, durch die Zusammenlegung mit der Schulbibliothek und der Ludothek, die Volksbibliothek Gais.

### Waldstatt
Einzig Waldstatt entschloss sich, kein Ersatzangebot aufzubauen. Der Hauptgrund dafür lag vor allem in der geographischen Nähe zur Bibliothek Herisau (3,2 km) und der Tatsache, dass diese bereits im Jahre 2007 über 300 eingeschriebene Benutzer aus Waldstatt verzeichnete.